# Дэн Сяофэй
Дэн Сяофэ́й (кит. упр. 邓小飞, пиньинь Dèng Xiǎofēi; 13 мая, 1983, Циндао, Шаньдун, КНР) — китайский футболист, вратарь клуба китайской Суперлиги «Чунцин Лифань».

## Карьера

### Шаньдун Лунэн
Дэн Сяофэй является воспитанником молодёжной команды «Шаньдун Лунэн», с 2001 года начал профессиональную карьеру в этом же клубе. В сезоне 2003 года игрок стал основным голкипером команды. С приходом в клуб нового тренера, которым стал Любиша Тумбакович перед началом сезона 2004 года он уступил место в основном составе Цзун Лэю. Игрок получал мало игрового времени, однако с клубом завоевал Кубок Китайской футбольной ассоциации, а также Суперкубок Китайской футбольной ассоциации. В следующем сезоне первым номером стал игрок молодёжного состава Ян Чэн, а Дэн стал лишь третьим. В 2006 году к команде присоединился игрок сборной Китая Ли Лэйлэй, а Дэн принял решение покинуть клуб.

### Ухань Оптикс Вэлли
В начале сезона 2007 года Дэн перешёл в другой клуб Суперлиги, «Ухань Гуангу», где стал первым номером и стал регулярно выходить в основе, пропустив лишь один матч чемпионата. В следующем сезоне игрок также постоянно выходил в основе, даже несмотря на плохой старт и место внизу турнирной таблицы. Однако в команде случился кризис — в матче, который проходил 27 сентября 2008 года против «Бэйцзин Гоань» игроки устроили драку, а на клуб была наложены штрафные санкции (каждый игрок пропускал восемь матчей и выплачивал 1170 долл. КФА). Президент клуба не признал решение КФА, а клуб снялся с чемпионата в связи с «необоснованным наказанием». Дэн Сяофэй остался без команды и был вынужден тренироваться самостоятельно вплоть до следующего сезона, когда он мог перейти в другой клуб, однако вскоре он был куплен только что получившим повышение в классе «Цзянсу Сайнти» .

### Цзянсу Сайнти
Дэн Сяофэй дебютировал за «Цзянсу Сайнти» в первом матче сезона 22 марта 2009 года против «Шанхай Шэньхуа», который команда проиграла со счётом 2-1. В течение сезона Дэн боролся за место в основе с Гуань Чжэном, а команда в итоге заняла десятое место. До начала сезона 2011 года Дэн был вынужден конкурировать за место в основе, однако у Гуань Чжэна было больше игрового времени. Команда стартовала неудачно, опустившись в зону вылета, новым тренером команды стал Драган Окука, который вновь выбрал первым номером Дэн Сяофэя, в итоге команда существенно прибавила, выдав лучший результат за все время выступлений и заняла четвёртое место.
28 апреля 2012 года Дэн установил новый рекорд Суперлиги по количеству «сухого» времени, которое составило 643 минуты. Предыдущий результат принадлежал Ян Чжи из «Бэйцзин Гоань», который он установил в сезоне 2011 года. В сезоне 2012 года голкипер выходил в основном составе без замен во всех 30 матчах за «Цзянсу Сайнти». Команда добилась лучшего результата в истории, став серебряным призёром и получив путёвку в Лигу чемпионов АФК. В ноябре Дэн получил награду лучшему голкиперу сезона в Суперлиге.

## Достижения

### Клубные
«Шаньдун Лунэн»
- Обладатель Кубка КФА : 2004, 2006
- Чемпион Китая : 2006

«Цзянсу Сайнти»
- Серебряный призёр Суперлиги : 2012
- Обладатель Суперкубка Китая : 2013

### Индивидуальные
- Сборная Суперлиги Китая : 2012
- Голкипер года по версии КФА : 2012